# Подводные лодки типа CC
Подводные лодки типа CC — две дизель-электрические подводные лодки, построенные американской компанией Electric Boat (Сиэтл, шт. Вашингтон) для Королевского канадского флота. Стали первыми подводными лодками в составе ВМС Канады. Предназначались для использования в качестве кораблей береговой обороны.
Первоначально приобретены провинцией Британская Колумбия у компании Electric Boat которая в это время строила серию подводных лодок для чилийского военно-морского флота. Лодки не участвовали в сражениях Первой мировой войны и были списаны в 1920 году. Это были первые канадские военные корабли, прошедшие через Панамский канал. Оба корабля утилизированы в 1925 году.

## Разработка
Обе лодки существенно отличались друг от друга по конструкции корпуса при одинаковом внутреннем оборудовании. CC-1 построена по проекту 19E, а CC-2 — по проекту 19B. Различное расположение торпедных аппаратов внутри лодок привело к изменению формы корпуса. CC-1 был вооружен пятью 457-мм торпедными аппаратами: четыре были установлены в носу и один в корме. На CC-2 были установлены три торпедных аппарата такого же размера, два носовых и один кормовой. Благодаря этому CC-2 имела более узкие оконечности. Обе лодки использовали 457-мм торпеды Whitehead Mk IV с дальностью стрельбы до 1000 ярдов (900 м) и скоростью 25 узлов. Единственным канадским кораблём, вооружённым этими торпедами, был HMCS Niobe, поэтому некоторое время ощущался дефицит торпед для подводных лодок.
Из-за разной конструкции обе подводные лодки имели разные размерения. CC-1 при водоизмещении 313 т и имел длину 44 м, ширину 4,6 м и осадку 3,4 м, а CC-2 при водоизмещении 310 т — длину 48 м и ту же ширину и осадку.
Лодки могли погружаться на 60 м. В отличие от современных им подводных лодок, танки главного балласта и дифферента располагались внутри. Лодки оснащались 6-цилиндровыми дизельными двигателями MAN, построенными в США по лицензии. Запас дизельного топлива составлял 5356 галлонов (20 275 л). Надводная скорость достигала 13 уз., подводная по проекту — 10 уз., хотя CC-1 на ходовых испытаниях в ноябре 1917 г. развила скорость 15 узлов.

## Происхождение
Первоначально эти две подводные лодки были в 1911 году заказаны ВМС Чили у компании Electric Boat Company из Нью-Джерси. Затем заказ на общую сумму 818 000 долларов был передан в субподряд компании Seattle Construction and Drydock. Лодки были спроектированы таким образом, чтобы их можно было разобрать и отправить для сборки через всю страну в Сиэтл. По результатам ходовых испытаний субмарины, получившие названия «Iquique» и «Antofogasta», были отклонены чилийскими официальными лицами, поскольку не смогли достичь оговоренного контрактом радиуса действия. В то же время Чили допустила просрочку своих текущих платежей. Это побудило судостроительную компанию Сиэтла найти способ избавиться от подводных лодок.
Во время встречи граждан в Виктории, Британская Колумбия, в преддверии Первой мировой войны, президент компании Seattle Construction and Drydock Company, Патерсон (J.V. Paterson) сообщил, что его фирма готова продать две подводные лодки, строительство которых было недавно завершено. Предложение было доведено до сведения сэра Ричарда Макбрайда, премьер-министра Британской Колумбии. После разговора с несколькими местными заинтересованными лицами Макбрайд сообщил правительству Канады и Военно-морской службе (Королевский канадский флот), что на продажу выставлены две подводные лодки по цене в 575 000 долларов каждая. Ожидая их ответа, Макбрайд согласился купить подводные лодки на средства правительства Британской Колумбии.
Накануне Первой мировой войны, 3 августа 1914 года, подводные лодки покинули Сиэтл, не имея разрешительных документов. За пределами территориальных вод их встретил буксир SS Salvor. На следующий день ВМС США отправили на их поиски крейсер «Милуоки», однако безуспешно. Платёж в размере $1,15 млн поступил 4 августа.
7 августа правительство Канады приняло распоряжение о принятии на себя ответственности за приобретение двух военных кораблей у Британской Колумбии, единственной провинции Канады, которая владеет боевыми кораблями. В соответствии с более ранней австралийской практикой, когда две британские подводные лодки типа E были переименованы в AE-1 и AE-2 путем добавления перед оригинальным обозначением буквы «A» (Австралия), две подводные лодки, приобретенные Канадой, которые были близки по характеристикам к британским подводным лодкам типа C, получили буквенную приставку «C», что означало Канаду.

### Критика
Первоначально объявленное премьер-министром Робертом Борденом как мастерский ход, приобретение подводных лодок вызвало волну критики, которую возглавил бывший министр Уильям Пагсли. В прессе стали распространяться слухи о проблемах, возникающих на подводных лодках, о непомерных расходах, которые понесло правительство Британской Колумбии, а затем и Канада, и что президент компании Seattle Construction Патерсон, положил в карман большие комиссионные отчисления. Эти слухи привели к тому, что покупка расследовалась Королевской комиссией.
Королевская комиссия, возглавляемая сэром Чарльзом Дэвидсоном, получила от Филипа Уоттса, бывшего директора военно-морского строительства Королевского флота и советника чилийского правительства сведения относительно первоначального проекта подводных лодок в его письме в Адмиралтейство. По его оценке, лодки были построены слишком тяжелыми. Компания Electric Boat признала, что некоторые характеристики лодок не соответствовали критериям безопасности, поскольку лодки в момент приобретения находились в процессе доработки.
Показания представителей Electric Boat Company также подтвердили слухи о том, что Патерсон нажился на продаже лодок, поскольку первоначальная цена, установленная компанией, была значительно ниже. В качестве обоснования повышения цены был приведён возможный нейтралитет США Обоснование этого решения заключалось в сроках заключения сделки, возможном нейтралитете США и рекомендации Адмиралтейства покупать лодки, когда они были проинформированы. Эти три пункта убедили Королевскую комиссию принять решение в пользу решения Макбрайда.

## Состав серии
| Имя                         | Спущена    | Верфь                                                          | В строю    | Примечание    |
| --------------------------- | ---------- | -------------------------------------------------------------- | ---------- | ------------- |
| CC-1 (бывшая «Икике»)       | 03.06.1913 | Seattle Construction and Drydock Company, Сиэтл, шт. Вашингтон | 06.08.1914 | Выброшен 1925 |
| CC-2 (бывшая «Антофагаста») | 31.12.1913 | Seattle Construction and Drydock Company, Сиэтл, шт. Вашингтон | 06.08.1914 | Выброшен 1925 |

## История службы
После ввода в строй, хотя и без торпед, поскольку они еще не прибыли с восточного побережья, CC-2 13 августа 1914 года была развернута в проливе Хуан-де-Фука в качестве средства противодействия немецкой рейдерской угрозе. Поскольку угроза со стороны Тихоокеанского флота адмирала фон Шпее становилась более серьёзной, позже к ней присоединилась CC-1. Однако обе лодки столкнулись с техническими проблемами, и в сентябре 1914 года они были выведены из эксплуатации для переоборудования.
Обе лодки вместе с обслуживающих их тендером Shearwater базировались в Эскуаймолте. До октября 1914 года они числились под номерами № 1 и № 2, затем получили свои официальные имена CC-1 и CC-2. Их переоборудование в сентябре и октябре 1914 г. было связано в первую очередь с тремя проблемами.
Первой проблемой была нестабильность при погружении, поскольку обе лодки, особенно CC-2, при продувке балластных цистерн получали неконтролируемую отрицательную плавучесть. Если баки оставались частично заполненными, лодки начинали резко погружаться носом или кормой. Решение этой проблемы потребовало снижения веса, в результате чего с лодок удалили часть припасов, топлива и запасных частей. Это в конечном итоге ограничило длительность непрерывного патрулирования несколькими днями.
Второй проблемой был перегрев цилиндров двигателей. Эта проблема так и не была устранена, цилиндры растрескивались после шести часов непрерывной работы на полной мощности, что было связано с недостатками конструкции и металлургическими дефектами. Третьей проблемой были протечки топливных цистерн во время погружения или всплытия. С проблемой удалось справиться путём устранения дефектов клапанов. После переоборудования корабли совершали патрульные и тренировочные походы вдоль западного побережья.

### Перебазирование на восточное побережье
В 1916 году было предложено перебазировать лодки на восточное побережье. Перебазирование было осуществлено в 1917 году, когда лодки вместе с тендером Shearwater были отправлена в Европу. 21 июня 1917 года корабли покинули Эскимальт, однако у мыса Бланко они попали в сильный шторм, в результате чего морская вода попала в аккумуляторные батареи CC-2, и половина экипажа отравилась газообразным хлором. Кроме того, штормовая погода вызвала перегрузку двигателей и короткие замыкания в аккумуляторах, приводившие к возгораниям.
Обе лодки были вынуждены идти под одним двигателем, тогда как второй обычно находился в ремонте. Из-за этих проблем CC-1 пришлось отбуксировать в Сан-Франциско. CC-2 дошла до Сан-Франциско своим ходом, после чего обе подлодки были отбуксированы в Сан-Диего. После перехода вдоль побережья и через зону канала, корабли были вынуждены остановиться для ремонта в Кингстоне, Ямайка.
После Кингстона корабли провели пять дней в ремонте в Чарльстоне, шт. Южная Каролина. Затем они попытались завершить переход в Европу, но вынуждены были вернуться в Чарльстон для дальнейшего ремонта. После ремонта они снова попали в шторм, с трудом дошли до Норфолка, шт. Вирджиния, где провели две недели на верфи ВМС США. CC-1 был отбуксирован тендером Shearwater в Ньюпорт, шт. Род-Айленд, где после еще шести дней ремонта было решено отменить переход и 17 октября 1917 года лодки прибыли в Галифакс, Новая Шотландия.

### Окончание службы
После прибытия в Галифакс было обнаружено, что обе лодки нуждаются в капитальном ремонте двигателей, который закончится не ранее середины августа 1918 года Однако Адмиралтейство настаивало на том, чтобы подводные лодки после дозаправки отправились в Средиземное море. Только после того, как Адмиралтейство было проинформировано об их ужасном состоянии, приказ был отменён, и лодки стали использоваться для береговой обороны восточного побережья.
Во время ремонта лодки пережили взрыв в Галифаксе 6 декабря 1917 года, однако остались невредимыми. В дальнейшем было предложено использовать их для тренировки экипажей надводных кораблей борьбе с подводными лодками. Тренировки проходили на острове Кейп-Бретон. CC-2 и Shearwater были отправлены на озеро Бра-д’Ор для обучения экипажей вооружённых траулеров и дрифтеров использованию гидрофонов. Войну лодки закончили как учебные корабли, более не участвуя в патрулировании.
После войны Королевский флот передал Канаде подводные лодки H14 и H15 типа H. Королевский канадский флот был не в состоянии эксплуатировать одновременно два типа лодок, поэтому было решено вывести лодки типа CC в резерв. В 1920 году лодки вместе с Niobe были выставлены на продажу и в 1925 году утилизированы.